# Sergei Jurjewitsch Makarytschew
Sergei Jurjewitsch Makarytschew (russisch Сергей Юрьевич Макарычев, wiss. Transliteration Sergei Jur'evič Makaryčev; * 17. November 1953 in Moskau) ist ein russischer Schachspieler.

## Leben
Sergei Makarytschew war 1973/74 europäischer Jugendmeister. Im Jahr 1974 erhielt er von der FIDE den Titel Internationaler Meister verliehen, 1976 wurde er Großmeister. Makarytschew gewann viermal den European Club Cup, 1976 mit Burevestnik Moskau, 1986, 1988 und 1990 mit ZSKA Moskau. Er wird bei der FIDE als inaktiv geführt, da er seit 1996 keine Elo-gewertete Partie mehr gespielt hat.
Bereits in den 1970er Jahren galt er als Eröffnungsexperte, insbesondere in der Sizilianischen Verteidigung und der Russischen Verteidigung. Seit den 1980er Jahren arbeitete er verstärkt als Trainer und Analytiker, unter anderem für Anatoli Karpow bei der Schachweltmeisterschaft 1985 und Garri Kasparow bei der Schachweltmeisterschaft 1993 sowie von 1982 bis 1992 als Trainer für die sowjetische Nationalmannschaft. Seit 2007 trägt er den Titel FIDE Senior Trainer. Außerdem war er als Schachjournalist tätig, unter anderem für den russischen Fernsehsender NTW Plus Sport. Auf YouTube betreibt er den Kanal Makarychev Chess.

## Turniererfolge
- IBM Amsterdam 1975: 2.–5. Platz
- Stadtmeisterschaft Moskau 1976: 1. Platz
- Frunze 1979: 2./3. Platz
- Novi Sad 1983: 1. Platz
- Stadtmeisterschaft Moskau 1983: 1. Platz
- Oslo 1984: 2./3. Platz
- Frunze 1985: 1. Platz